# Josef Martínek
Josef Martínek (18. února 1888 Prace – 29. května 1962 tamtéž) byl český hudební pedagog a skladatel.

## Život
Navštěvoval gymnázium v Brně. Po maturitě vystudoval bohosloví, rovněž v Brně. Hudbě se nejprve věnoval soukromě, později absolvoval varhanický kurz u Leoše Janáčka a dále se vzdělával v hudební škole vojenského kapelníka Stanislava Živného.
Učil náboženství na brněnských školách a stal se docentem církevního zpěvu na brněnském alumnátě. Byl ředitelem kůru v kostele svatého Michala a zde založil Cyrilskou jednotu. Pečoval o chrámovou hudbu a zpěv v kostelích v Praci a v Blažovicích. Jeho skladatelské dílo bylo určeno především pro chrámové potřeby, ale napsal i několik světských skladeb.

## Dílo

### Chrámové skladby
- 10 Pange lingua op. 1 pro mužský sbor
- Duchovní sbory op. 3
- České sbory na Boží tělo op. 16 pro smíšený sbor
- 9 Pange lingua op. 18 pro smíšená sbor
- Te Deum op. 24 pro smíšená sbor, varhany a orchestr
- 2 mše
- Stabat mater
- Kostelní písně pro dechovou hudbu
- Koledové zpěvy pro smíšený sbor
- Koledy pro mužský sbor
- První mše koledová op. 32 (Brno 1935) pro smíšený sbor s průvodem orchestru (ke cti Pražského Jezulátka)
- Žarošická mše pastýřská (Prace 1952) pro smíšený sbor, varhany a orchestr
- Pátá mše koledová op 54 (1956) pro smíšený sbor, varhany a orchestr

### Světské skladby
- Písně beze slov
- Valčík pro orchestr
- Polka pro orchestr